# سان لناردو د یاگوه
سان لناردو د یاگوه (به اسپانیایی: San Pedro Manrique) یک دهستان در اسپانیا است که در اسپانیا واقع شده‌است.

## خصوصیات
سان لناردو د یاگوه ۱۷۶٫۲۰ کیلومترمربع مساحت و ۶۲۶ نفر جمعیت دارد و ۱٬۱۷۷ متر بالاتر از سطح دریا واقع شده‌است.